# Smalltalk
Treść tego artykułu może nie być zgodna z zasadami neutralnego punktu widzenia.
Dokładniejsze informacje o tym, co należy poprawić, być może znajdują się w dyskusji tego artykułu.
 Po wyeliminowaniu niedoskonałości należy usunąć szablon [[Szablon:Dopracować|]] z tego artykułu.
Smalltalk jest w pełni obiektowym, reflektywnym językiem programowania z dynamicznym typowaniem. Umożliwia inny sposób programowania od tego, do jakiego są przyzwyczajeni programiści używający języków obiektowych (np. Java), rozwiniętych z wcześniejszych języków proceduralnych takich jak Pascal czy C.
Smalltalk jest także biblioteką klas i środowiskiem programistycznym w jednym.

## Język
Pojęcie "czysto obiektowy" oznacza, że każda wartość, każda struktura danych jest obiektem i nie istnieje sztuczne rozgraniczenie wartości i obiektów. Przykładowo wyrażenie "26" tworzy instancję klasy SmallInteger, która poprzez hierarchię klas jest pochodną klasy Object. W ten sposób liczba 26 rozumie wszystkie wiadomości (messages), które są w tej hierarchii zdefiniowane i może również implementować nowe metody. Podobnie tablice nie są tworzone przy pomocy specjalnej dedykowanej składni, tylko w prosty sposób przez wysłanie do klasy Array odpowiedniej metody tworzącej instancję tej klasy, np. "Array new: 4".
Pojęcie "reflektywny" oznacza, że obiekty, które ten język definiują, same są opisane w tym języku. W szczególności klasy i metody są również obiektami języka Smalltalk. To wyjaśnia także powyższy przykład tworzenia instancji klasy Array – "Array new: 4". Klasa Array sama jest również obiektem, który między innymi implementuje metodę "new:". Użycie obiektów języka Smalltalk do definicji całego języka umożliwia programiście zarówno rozszerzanie funkcjonalności samego języka, jak i całego środowiska programistycznego.
Tak jak każdy język programowania, również Smalltalk posiada typy danych – typem danego obiektu jest jego klasa – ale przyporządkowanie typu do danej zmiennej następuje dopiero w czasie działania programu, tzn. typ zmiennej nie musi być deklarowany w czasie implementacji. Każda zmienna może przechowywać obiekty dowolnego typu. Oznacza to między innymi, że do każdej zmiennej można wysłać dowolną wiadomość. W przypadku gdy obiekt reprezentowany przez tę zmienną nie implementuje danej metody, sytuacja taka będzie rozpoznana i wywołana zostanie specjalna metoda doesNotUnderstand:.
Całe środowisko programistyczne jest zaimplementowane w Smalltalku. Kompilator, Debugger, Browser są aplikacjami smalltalkowymi i z reguły są dostępne ich kody źródłowe. Browser jest jednocześnie zintegrowanym edytorem, analizatorem kodu i narzędziem umożliwiającym refactoring kodu o bardzo dużych możliwościach.
Z braku deklaracji typów i reflektywności wynika jeszcze jedna cecha Smalltalka – nie istnieją niepełne definicje klas, ponieważ klasy i metody mogą być kompilowane niezależnie od siebie. Umożliwia to między innymi modyfikacje programu w czasie jego działania, jego jednoczesne testowanie i poprawianie. W razie wystąpienia błędu programista może go poprawić bez konieczności zakończenia pracy programu i ponownego uruchamiania. Poszczególne klasy mogą być implementowane równolegle z innymi, w każdej chwili użyte i rozwijane nawet w czasie pracy aplikacji. W ten sposób w każdym momencie już zaimplementowana funkcjonalność danej klasy może zostać przetestowana. Umożliwia to szybki cykl edycji, kompilowania i debugowania na poziomie kodu źródłowego.

## Architektura
Smalltalk pracuje pod kontrolą maszyny wirtualnej – tzn. pod kontrolą abstrakcyjnego komputera, który może zostać zaimplementowany na różnych platformach. Program smalltalkowy jest tłumaczony na język tej wirtualnej maszyny, która alokuje zasoby konkretnego systemu, i dlatego jest on niezależny od platformy docelowej, na której będzie uruchamiany.
Koncepcja wirtualnej maszyny i pełna obiektowość Smalltalka umożliwiają automatyczne zarządzanie pamięcią – obiekty smalltalkowe nie muszą być jawnie usuwane z pamięci po zakończeniu ich pracy. W tym celu maszyna wirtualna posiada tak zwany Garbage Collector, który samodzielnie i efektywnie rozpoznaje, które obiekty nie są już używane i odzyskuje zajmowaną przez nie pamięć.

## Historia
Smalltalk został rozwinięty w latach 70. i 80. w laboratoriach firmy Xerox (Xerox Palo Alto Research Center). Język został zaprojektowany tak, aby połączyć dużą czytelność kodu z wszechstronną funkcjonalnością i elastycznością.
Smalltalk był pierwszym konsekwentnie obiektowo zorientowanym językiem i drugim językiem z elementami obiektowymi po języku Simula, dla którego zostały wymyślone podstawowe koncepcje programowania obiektowego. Smalltalk był źródłem koncepcji dla tak dzisiaj oczywistych rozwiązań jak obsługa myszki, systemy okien, interaktywne środowisko programistyczne i technik takich jak np. maszyna wirtualna, które znalazły zastosowanie również w językach Java i C#.
W 1988 roku z firmy Xerox została wydzielona firma Parcplace Systems w celu komercyjnego rozpowszechnienia języka. W 1995 z firm Parcplace Systems i Digitalk powstała firma Parcplace-Digitalk, która w 1997 roku zmieniła nazwę na ObjectShare. W 1999 technologia VisualWorks Smalltalk została zakupiona przez firmę Cincom, która przejęła również całą grupę programistów rozwijających język Smalltalk.
Dla języka Smalltalk powstała i została rozwinięta koncepcja eXtreme Programming.

## Przykładowy program
```
  
|
 arraySize anArray 
|

  
arraySize
 
:=
 (
Prompter
 
prompt:
 
'Podaj rozmiar tablicy'
 ) 
asNumber
 
.

  (
arraySize
 
<
 
0
)  
ifTrue:
 [ 
'Rozmiar nie może być ujemny'
 
printString
 ]
  
ifFalse:

     [ 
anArray
 
:=
 
Array
 
new:
 
arraySize
 
.

     
1
 
to:
 
arraySize
 
do:
 [ 
:
i
 
|
 
anArray
 
at:
 
i
 
put:
 
1
 ] 
.

     
anArray
 
printString
 ]

```

Program pyta użytkownika o rozmiar tablicy, a następnie wyświetla tablicę o podanej długości, wypełnioną jedynkami.

## Najbardziej popularne środowiska Smalltalk
- Ambrai Smalltalk,
- Dolphin Smalltalk
- Gemstone Smalltalk
- Smalltalk/X
- Squeak
- VisualAge for Smalltalk
- VisualSmalltalk Enterprise
- Visual Works